# AMP Building
L' AMP Building est un gratte-ciel de 115 mètres de hauteur construit à Sydney en Australie de 1959 à 1962.
Il abrite des bureaux sur 26 étages.
L'architecte est l'agence australienne Peddle Thorp & Walker Pty. Ltd.
C'est le plus ancien gratte-ciel d'Australie avec l'AWA Tower construite en 1939, également à Sydney.
Ce fut le premier immeuble de Sydney qui bénéficia de la suppression en 1957 de la limitation de la hauteur des immeubles à 46 m dans la ville.
Il a été classé monument d'héritage en 1996.